# Tordai Hajnal
Tordai Hajnal (Gyöngyös, 1946. július 21. –) Jászai Mari-díjas magyar jelmeztervező, érdemes és kiváló művész.

## Életpályája
1960–1964 között a budapesti Fazekas Mihály Gimnázium diákja volt. 1964–1966 között Jaschik Álmos Dekoratőrképző Művészeti Iskolájának tanulója volt. 1966-1977 között a Magyar Állami Operaházban dolgozott. 1968–1970 között a Zebegényi Szőnyi István Képzőművészeti Szabadiskolában is tanult. 1970–1974 között a Magyar Állami Operaház művészeti gyakornokaként jelmezfestő volt. 1970–1976 között a Zebegényi Szőnyi István Képzőművészeti Szabadiskola alkotója volt. 1977-1993 között a győri Kisfaludy Színház jelmeztervezője volt. 1992–2016 között a Magyar Látvány – Díszlet- és Jelmeztervező Művészek Társaságának tagja, 2008–2011 között elnöke volt. 1993–2000 között a Nemzeti Színházban készített jelmezterveket. 2000–2001 között a Pesti Magyar Színház jelmeztervezője volt. 2001 óta szabadúszó tervező; több fővárosi és vidéki színházban dolgozott. 2010-től a Magyar Képzőművészeti Egyetem látványtervező tanszékének óraadó tanára. 2013-tól a Magyar Művészeti Akadémia színházművészeti tagozatának rendes tagja.
Több mint 500 színdarab, opera, operett és musical jelmeztervét készítette el.

## Színházi munkái
| - Plautus: A hetvenkedő katona (1974) - Brecht–Weill: Mahagonny (1974) - Sullivan: A házasságszédelgő (1974) - Csehov: Cseresznyéskert (1974) - Karinthy Ferenc: Hetvenes évek (1975) - Wittlinger: Ismeri a Tejutat? (1975, 1977, 2006) - Csehov: Leánykérés (1975) - Petrovics Emil: C'est la guerre (1975) - Weber: A bűvös vadász (1975) - Harold Pinter: A szerető (1975, 1994) - Sartre: A tisztességtudó utcalány (1975) - Móricz Zsigmond: Légy jó mindhalálig (1976, 1992-1993, 1995-1996, 2000) - Tolcsvay László: Keshani Ali balladája (1977) - Mascagni: Parasztbecsület (1977, 1987) - Leoncavallo: Bajazzók (1977, 1987) - Cimarosa: A titkos házasság (1977) - Čapek: A végzetes szerelem játéka (1977) - Páskándi Géza: Vendégség (1977, 1996) - Müller Péter: Búcsúelőadás (1978) - Illyés Gyula: Fáklyaláng (1978) - Kacsóh Pongrác: János vitéz (1978, 1981) - Svarc: A sárkány (1978) - Mozart: Don Giovanni (1979, 1999) - Szép Ernő: Patika (1979) - Tolsztoj: Háború és béke (1979) - Donizetti: Don Pasquale (1979) - Dürrenmatt: A fizikusok (1980) - Bródy Sándor: A tanítónő (1980, 1994) - Brecht: Kurázsi mama (1980) - Hervé: Nebáncsvirág (1980) - Nádas Péter: Takarítás (1980) - Kisfaludy Károly: Kisfaludy-játék (1980) - Beecher Stowe: Tamás bátya kunyhója (1981) - Miklós Tibor: Sztárcsinálók (1981, 1993) - Menzel: A három megesett lány esete (1981) - Schiller: Ármány és szerelem (1981, 1999) - Molnár Ferenc: A testőr (1982) - Verdi: Rigoletto (1982) - Brecht: Dobok és trombiták (1982) - Teleki László: Kegyenc (1982) - Molnár Ferenc: Liliom (egy csavargó élete és halála) (1982) - Coward: Vidám kísértet (1982, 2000) - Leigh: La Mancha lovagja (1982, 1995, 2000-2001, 2007) - Victor Máté: Villon és a többiek (1982) - Plautus: Amphitruo, vagy amit szabad Jupiternek (1982) - Kálmán Imre: Marica grófnő (1982, 1993) - Szigligeti Ede: Liliomfi (1982, 2007) - William Shakespeare: Vízkereszt, vagy amit akartok (1982) - Maugham: Imádok férjhez menni (1982) - Kálmán Imre: Ördöglovas (1982) - Krleža: Glembay-vér (1982) - Svarc: Hókirálynő (1982) - Schönthan: A szabin nők elrablása (1983, 2010) - Móricz Zsigmond: Úri muri (1983, 1995, 1998, 2007) - Feydeau: Megáll az ész! (1983) - Popescu: Az álom vagy hölgyválasz (1983) - Foissy: Családi háromszög (1983) - Puccini: Bohémélet (1983, 1996) - Csurka István: Döglött aknák (1983) - Thomas: Charlie nénje (1983, 1989) - Burkhard: Tűzijáték (1983) - Lehár Ferenc: A mosoly országa (1984) - William Shakespeare: Szentivánéji álom (1984) - Gádor Béla: Lyuk az életrajzon (1984) - Erkel Ferenc: Bánk bán (1984, 1998, 2007) - Barillet-Grédy: A kaktusz virága (1984) - Feydeau: A női szabó (1984, 2002) - Schiller: Stuart Mária (1985) - Jókai Anna: A feladat (1985) - Szántó Péter: Ágyrajárók (1985) - Lázár Ervin: A kacsakirálylány (1985) - Verdi: Trubadúr (1985) - Magnier: Mona Marie mosolya (1985) - Sardou-Moreau: Szókimondó asszonyság (1986) - Bizet: Carmen (1986, 2006) - Herczeg Ferenc: Kék róka (1986) - William Shakespeare: Sok hűhó semmiért (1986) - Kálmán Imre: Cigányprímás (1986) - Szomory Dezső: Szabóky Zsigmond Rafael (1986) - Gozsdu Elek: Lepkék a kalapon (1987) - Szép Ernő: Vőlegény (1987, 1998) - Gozzi: A varázssütemény avagy Nella szerelme (1987) - Baltusnikas: Ábrándok (1987) - Feuchtwanger: Marie-Antoniette (1987) - Karinthy Frigyes: Bűvös szék avagy ki az őrült a csárdában (1987) - Kárpáti Péter: Szingapúr, végállomás (1987) - Tersánszky Józsi Jenő: Kakuk Marci (1987, 1994) - Szirmai Albert: Mágnás Miska (1987, 1995, 2001-2002) - Molnár Ferenc: Úri divat (1987, 1998) - Siposhegyi Péter: Szevasz, tavasz! (1988) - Verdi: Don Carlos (1988) - Csurka István: Megmaradni (1988) - William Shakespeare: Julius Caesar (1988) - Shaw: Szent Johanna (1988, 1996) - Jacobi Viktor: Leányvásár (1989, 1996) - William Shakespeare: Othello, a velencei mór (1989, 1993, 1995) - Gabnai Katalin: A mindenlátó királylány (1989, 1995) - Heltai Jenő: A néma levente (1989, 1992, 1996-1997) - Kander-Ebb: Chicago (1989) - Arisztophanész: A nők ünnepe (1989) - Aiszkhülosz: Leláncolt Prométheusz (1989) - Verdi: Nabucco (1989, 1991) - Bíró Lajos: Hotel Imperial (1989) - Békés Pál: A félőlény (1989, 1991) - Kálmán Imre: Csárdáskirálynő (1989, 1993-1994, 1998, 2002) - Romhányi József: Hamupipőke (1990-1991, 1998, 2010) - Kárpáti Péter: Az ismeretlen katona (1990) - Csemer Géza: Piros karaván (1990) - Shaw: Pygmalion (1990) - Zsolt Béla: Erzsébetváros (1990) - Verdi: Traviata (1990, 2002) - Bart: Oliver! (1990, 1995, 1997, 2000) - Allen: Lebegő fénybuborék (1990) - Molière: A képzelt beteg (1991) - Kesselring: Arzén és levendula (1991, 2000, 2010) - Földes Imre: Viktória (1991, 2000) - Maugham: Csodás vagy, Júlia (1991, 1993) - Carlo Goldoni: Két úr szolgája (1991) - Keroul-Berré: Léni néni (1991) - Puccini: Tosca (1991-1992, 2003) - Meilhac-Milhaud: Na, Nebántsvirág! (1991) - Máray Tibor: Búcsúlevél (1991) - Vian: Mindenkit megnyúzunk (1991) - Scribe: Vihar egy pohár vízben (1991, 2004, 2007) - Moreto y Cabaňa: Donna Diana (1991) - Csetényi-Zsurzs: Nyuszi ül a hóban (1991) - Lehár Ferenc: Luxemburg grófja (1991, 1997) - Camoletti: Leszállás Párizsban (1992-1993) - Della Porta: A szolgálólány (1992) - Eörsi István: Az áldozat (1992) - Verdi: Álarcosbál (1992) - Anouilh: Romeo és Jeannette (1992) - Fall: Pompadour (1992) - Frisby: Lány a levesemben (1992) - Rostand: Cyrano de Bergerac (1992, 1995) - Jacobi Viktor: Sybill (1992) - Giraudoux: Chaillot bolondja (1993) - Blok: Komédiásdi (1993) - Williams: Amíg összeszoknak (1993) - Móricz Zsigmond: Nem élhetek muzsikaszó nélkül (1993) - Békeffi István: A régi nyár (1993) - William Shakespeare: Hamlet, dán királyfi (1993-1994, 2005) - Czakó Gábor: Fehér ló avagy Duna-party kocsmológia (1993) - Lehár Ferenc: A víg özvegy (1993) - Eisemann Mihály: XIV. René (1993, 1999) - Hunyady Sándor: Lovagias ügy (1993, 1996) - Zsolt Béla: Oktogon (1994, 1998) - García Lorca: Don Perlimplin szerelme Belisával a kertben (1994) - Kálmán Imre: A Montmartre-i ibolya (1994, 1997) - Muszty Bea: Kunigunda hozománya (1994) - Scarnacci-Tarabusi: Kaviár és lencse (1994) - Füst Milán: Negyedik Henrik király (1994) - Martos Ferenc: Gül Baba (1994) - William Shakespeare: Lear király (1994) - Higgins: Maude és Harold (1994) - Tamási Áron: Tündöklő Jeromos (1994) - Csehov: Három nővér (1994, 2002) - Puccini: Pillangókisasszony (1994-1995) - Loewe: My Fair Lady (1994) - Gray: Kicsengetés (1995) | - Fodor László: Érettségi (1995) - Zágon-Nóti: Hyppolit, a lakáj (1995, 1997, 1999, 2006, 2008) - Németh László: Villámfénynél (1995) - Lengyel-Meehan-Graham: Lenni vagy nem lenni (1995) - Harris: Csupa balláb (1995) - Kilty: Kedves hazug (1996, 2004) - Eisemann Mihály: Fekete Péter (1996) - Kaiser: A főnyeremény (1996) - Móricz Zsigmond: Tündérkert (1996) - Csehov: Sirály (1996, 2002) - Kander-Ebb: Kabaré (1996, 2002) - Heltai Jenő: Szépek szépe (1996, 2000) - Csáth Géza: A Janika (1997) - Remenyik Zsigmond: Vén Európa Hotel (1997) - Molnár Ferenc: A doktor úr (1997) - Poiret: Őrült nők ketrece (1997) - Molnár Ferenc: A vörös malom (1997-1998) - Török Tamás: Eltüsszentett birodalom (1997) - Carlo Goldoni: A Chioggiai csetepaté (1997-1998) - Molnár Ferenc: A Pál utcai fiúk (1998) - Herczeg Ferenc: Majomszínház (1998-1999) - Gibson: Libikóka (1998) - Weiss: Jean Paul Marat üldöztetése és meggyilkolása, ahogy a charentoni elmegyógyintézet színjátszói előadják De Sade úr betanításában (1998) - Frayn: Ugyanaz hátulról (1998) - Huszka Jenő: Bob herceg (1998, 2003) - Sütő András: Balkáni gerle (1998) - Szabó Magda: Régimódi történet (1999, 2009) - Tabi László: Spanyolul tudni kell (1999) - Williams: Üvegfigurák (1999) - Gershwin: Vad nők (1999) - Szenes Béla: Az alvó férj (1999) - Lloyd Webber: Jézus Krisztus szupersztár (1999-2000, 2008) - Örkény István: Macskajáték (1999) - Synge: A nyugati világ bajnoka (1999) - Cocteau: Szent szörnyetegek (2000) - Barta Lajos: Szerelem (2000) - Eisemann Mihály: Bástyasétány '77 (2000) - Feydeau: Egy hölgy a Maximból (2000) - Németh László: Bodnárné (2000) - William Shakespeare: Harmadik Richárd (2000) - Füst Milán: A zongora (2000) - Szomory Dezső: Incidens az Ingeborg-hangversenyen (2000) - Szabó Magda: Sziluett (2000) - Wildhorn: Jekyll és Hyde (2001-2002) - Örkény István: Drága Gizám! (2001, 2006) - William Shakespeare: Lóvátett lovagok (2001) - Gorkij: Éjjeli menedékhely (2001) - Shaw: Sosem lehet tudni (2001) - Bock: Hegedűs a háztetőn (2001) - Tusvik: Kétágyas szoba (2001) - Katajev: Bolond vasárnap (2001) - Strindberg: Az apa (2001) - Grimm: Holle anyó (2002) - Madách Imre: Lucifer show (2002) - Coward: Forgószínpad (2002) - Szakonyi Károly: Turini nyár (2002) - Paso: Mennyből a hulla (2002) - Vaszary Gábor: Az ördög nem alszik (2002) - Bennett: Kafka farka (2002) - Koltai János: A primadonna (2002) - László Miklós: Illatszertár (2002) - Humperdinck: Jancsi és Juliska (2002) - Karinthy Márton: Lassú felmelegedés (2003) - Lázár Ervin: A négyszögletű kerek erdő - avagy a játéknak soha nincs vége (2003, 2010) - Jókai Mór: A kőszívű ember fiai (2003) - Offenbach: Orpheusz az alvilágban (2003, 2005, 2009) - Bacsó Péter: A tanú (2003) - Friel: Húsz év után (2003) - Jones: A fantasztikusok (2004) - Garrido: Agamemnon hazatér (2004) - Shaffer: Black Comedy (Játék a sötétben) (2004) - Radström: Búcsúkvartett (2004) - Békés Pál: A kétbalkezes varázsló (2004) - William Shakespeare: A windsori víg nők (2004) - Pozsgai Zsolt: Szerelem, bolondulásig (2004) - Nóti Károly: Szeressük egymást! (2004) - Nicolaj: Hároman a padon (2004) - Némethy Attila: Operától-Operáig (2005) - Miller: Édes fiam (2005) - Axelrod: Goodbye Charlie (2005) - Pozsgai Zsolt: Boldog bolondok (2005) - Gyárfás Miklós: Butaságom története (2005) - Rejtő-Schwajda: A néma revolverek városa (2005) - Szabó Magda: Az ajtó (2006) - Hauptman: A bunda (2006) - Bethencourt: A New York-i páparablás (2006) - Vajda Anikó: Szerelem@könyv.hu (2006) - Ecséri-Heyman: A piros bicikli (2007) - Karinthy Ferenc: Leánykereskedő (2007) - Tamási Áron: Ábel (2007) - Gábor Andor: Dollárpapa (2007) - Slade: Jövőre, veled, ugyanitt 2. (2007) - Achard: Dominó (2008) - Trier: Hullámtörés (2008) - Poe: Madame Poe (2008) - Feydeau: Fel is út, le is út (2008) - Fenyő Miklós: Made in Hungária (2008) - Maugham: Színház (2008) - Knighton: A Vörös Pimpernel (2008) - Lloyd Webber: Evita (2008) - Háy János: Házasságon innen, házasságon túl (2008) - Herman: Hello, Dolly! (2008) - Simon: És mennyi szerelem! (2009) - Albee: Kényes egyensúly (2009) - Csiky Gergely: Kaviár (Egy édes boldog pesti nyár) (2009) - Slade: Jutalomjáték (2009) - Taylor-Bologna: A Bermuda háromszög botrány (2010) - Verebes István: 6 celeb keres 1 szorzót (2010) - Gieselmann: Kolpert úr (2010) - Szép Ernő: Ida (2010) - Szép Ernő: Kávécsarnok (2010) - Szép Ernő: Isten madárkái (2010) - Moldova György: Te furcsa katona! (2010) - Shaffer: Ördöglakat (2011) - Harwood: A nagy négyes (2011) |

## Díjai
- A színházi találkozó díja (1996)
- Ostar-díj a legjobb jelmezért (1996)
- Magyar Köztársasági Arany Érdemkereszt (1998)
- Főnix díj (2004)
- Jászai Mari-díj (2005)
- Márk Tivadar-emlékplakett (2006)
- Érdemes művész (2012)
- Taps-díj (2013)
- Kiváló művész (2017)
- Győri Nemzeti Színház örökös tagja (2022)[1]